# Windturbine

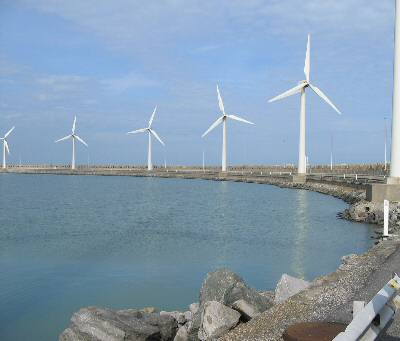
Windturbines op de rechter havendam in Zeebrugge

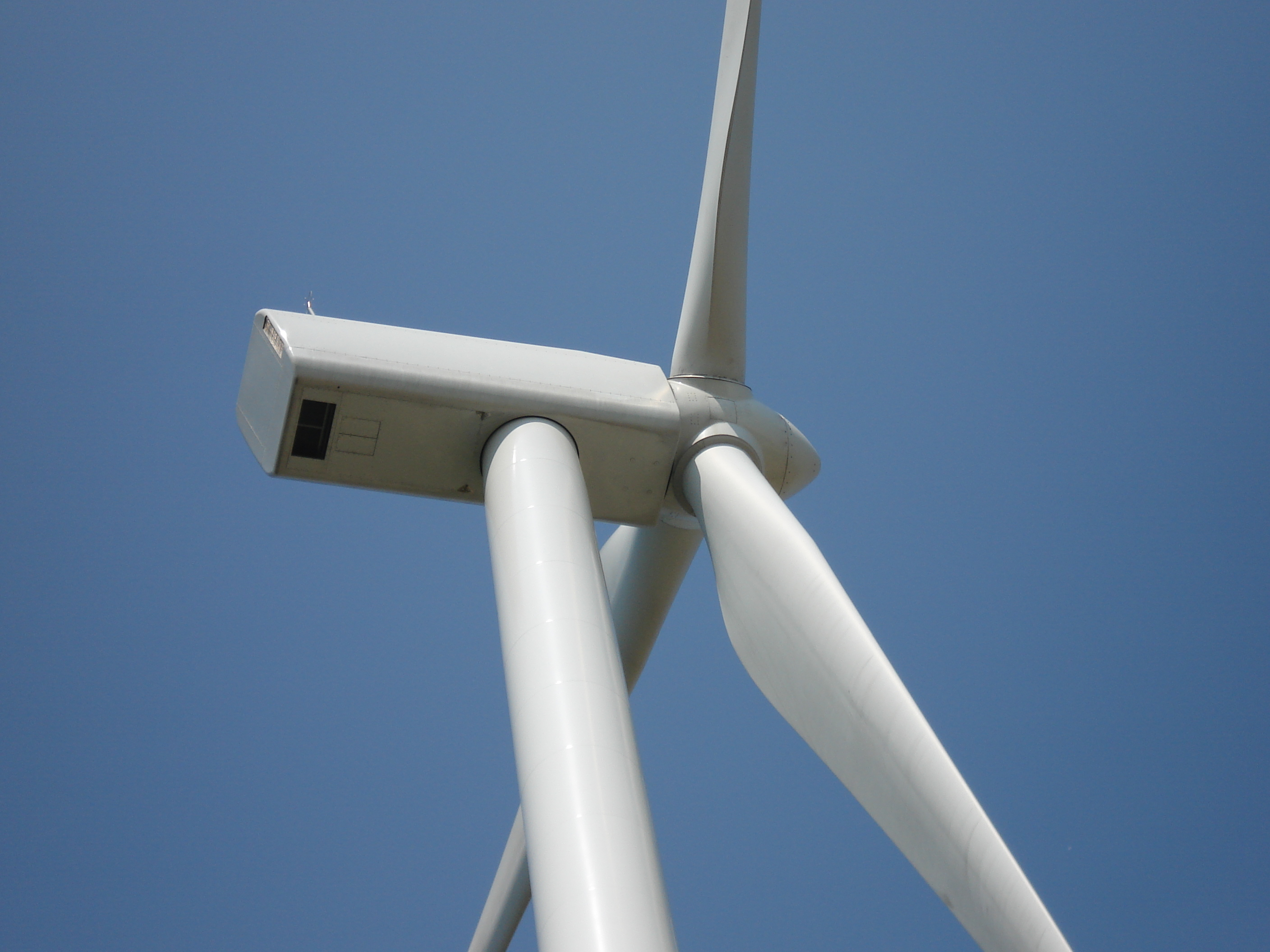
Een van de vier windturbines (2005) uit Lanaken industriepark. Met tandwielkast.

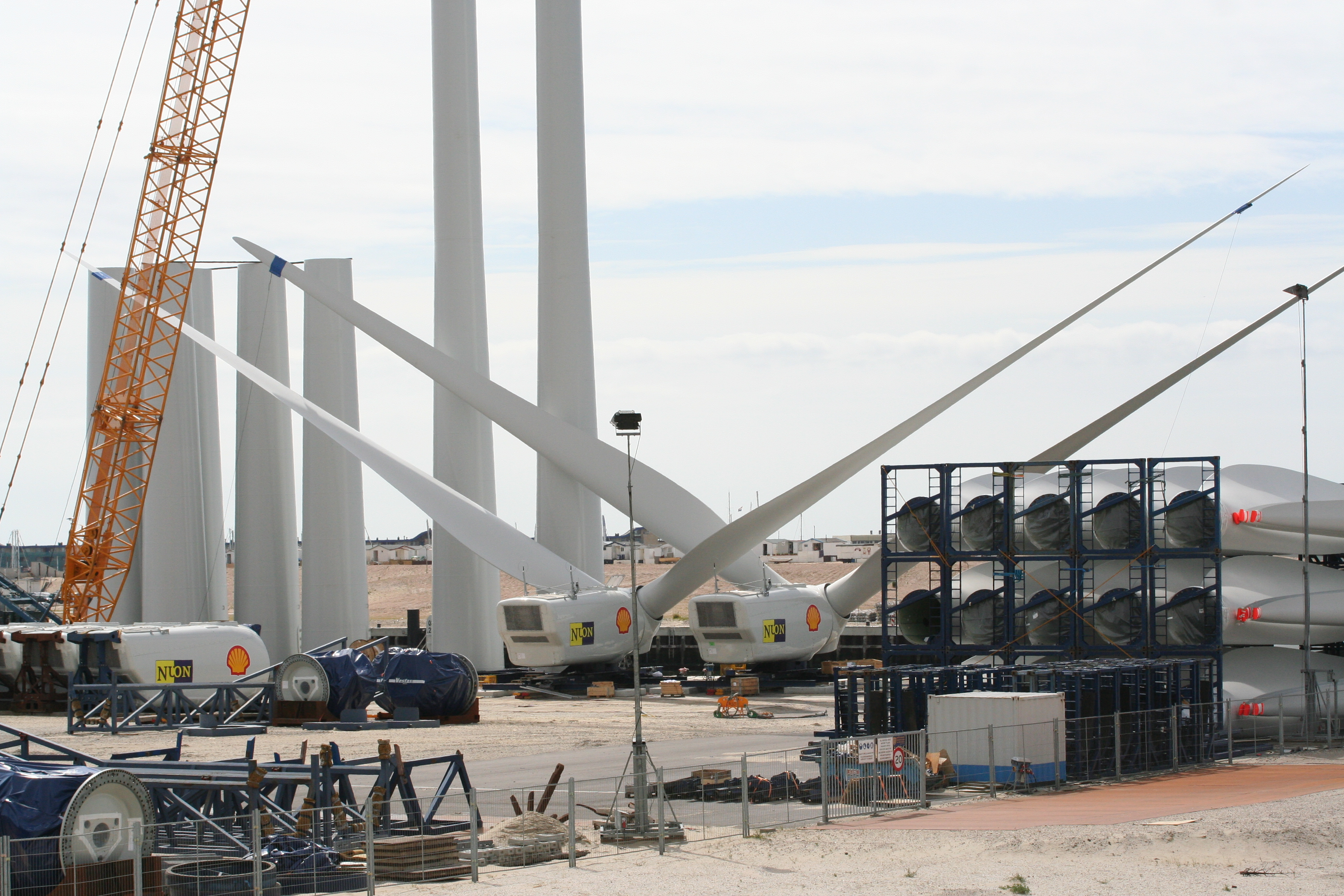
Windturbines in opbouw voor het windmolenpark voor de Noord-Hollandse kust

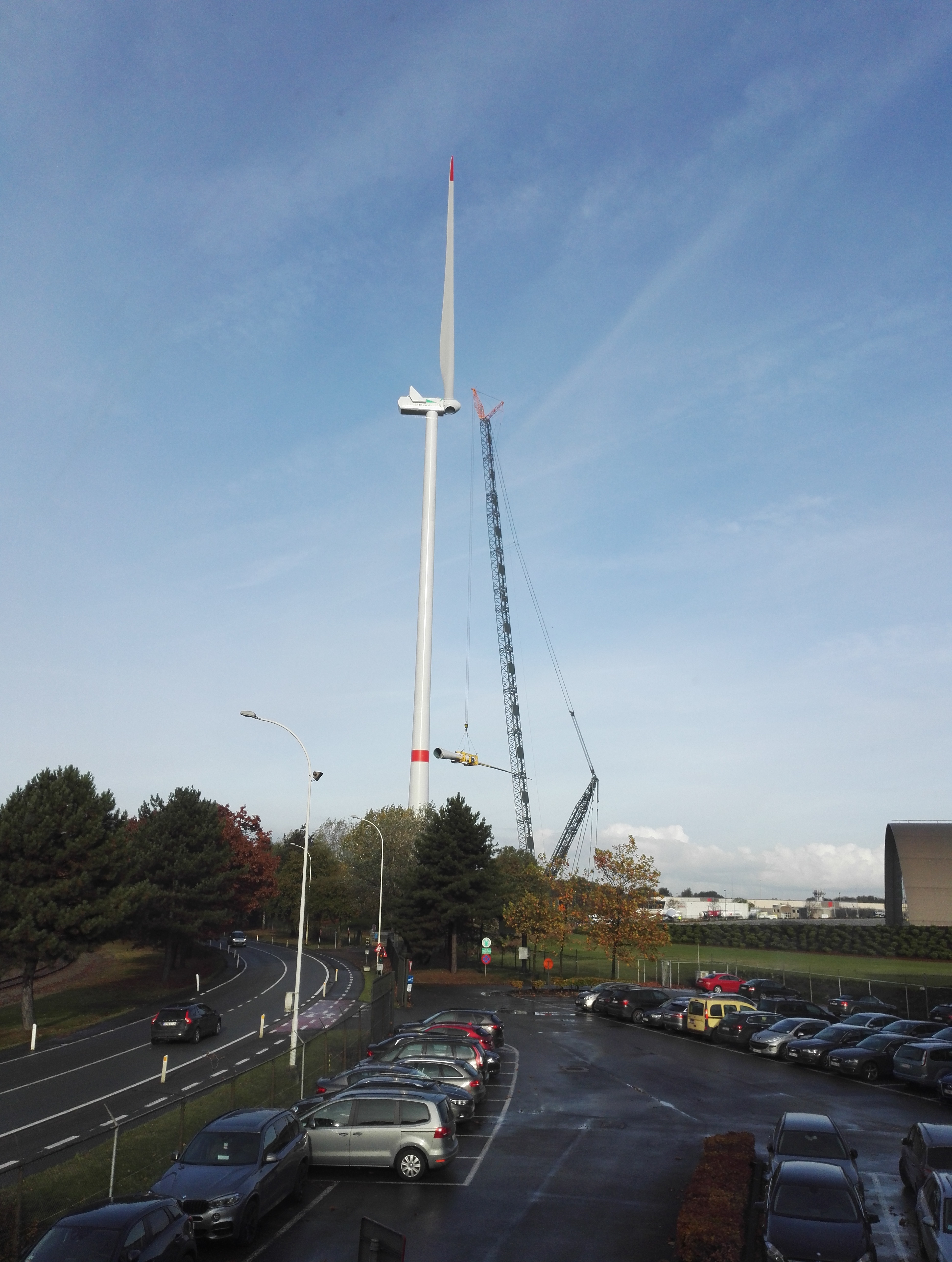
Opbouw van windturbine te ArcelorMittal Gent

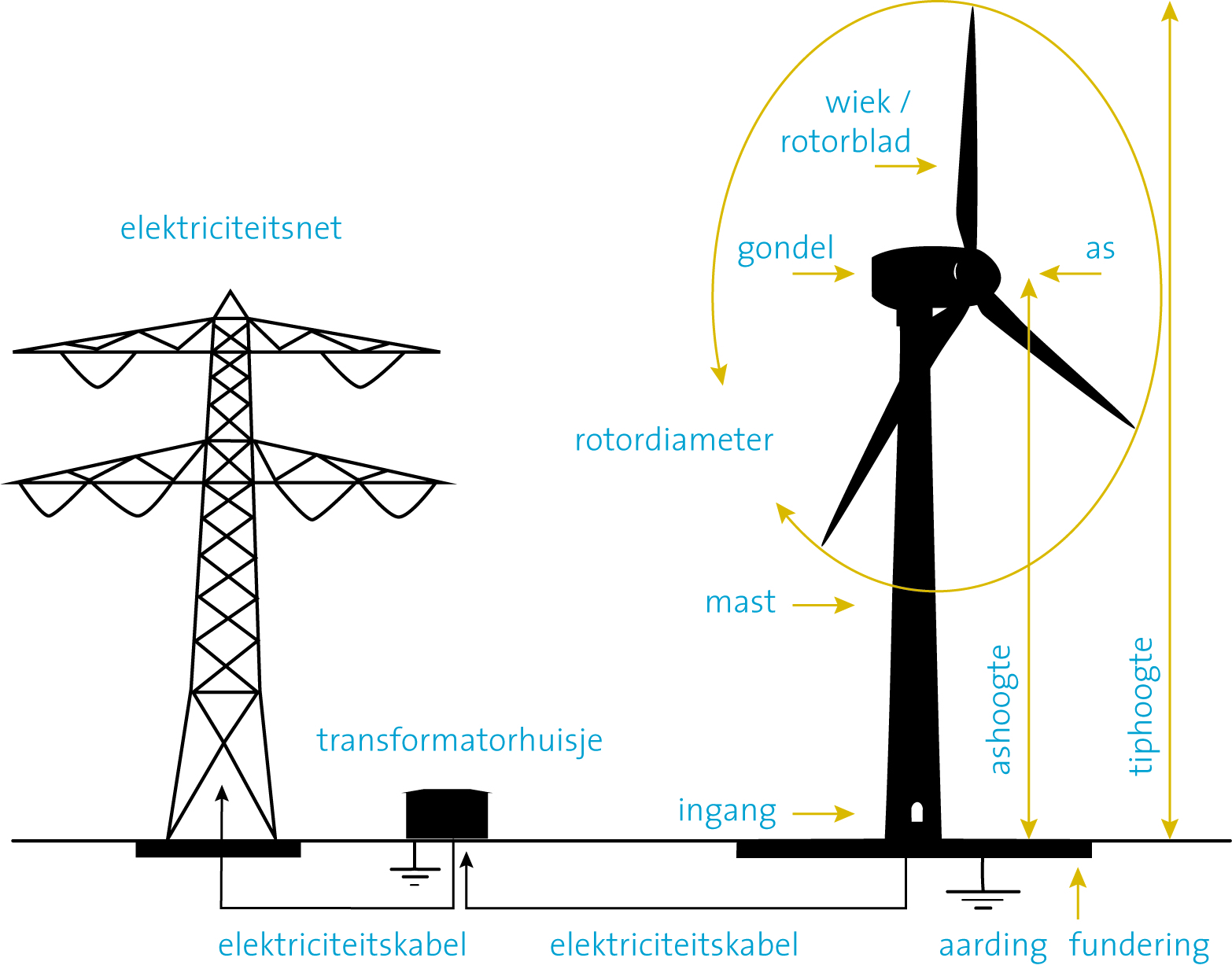
Onderdelen van een windturbine

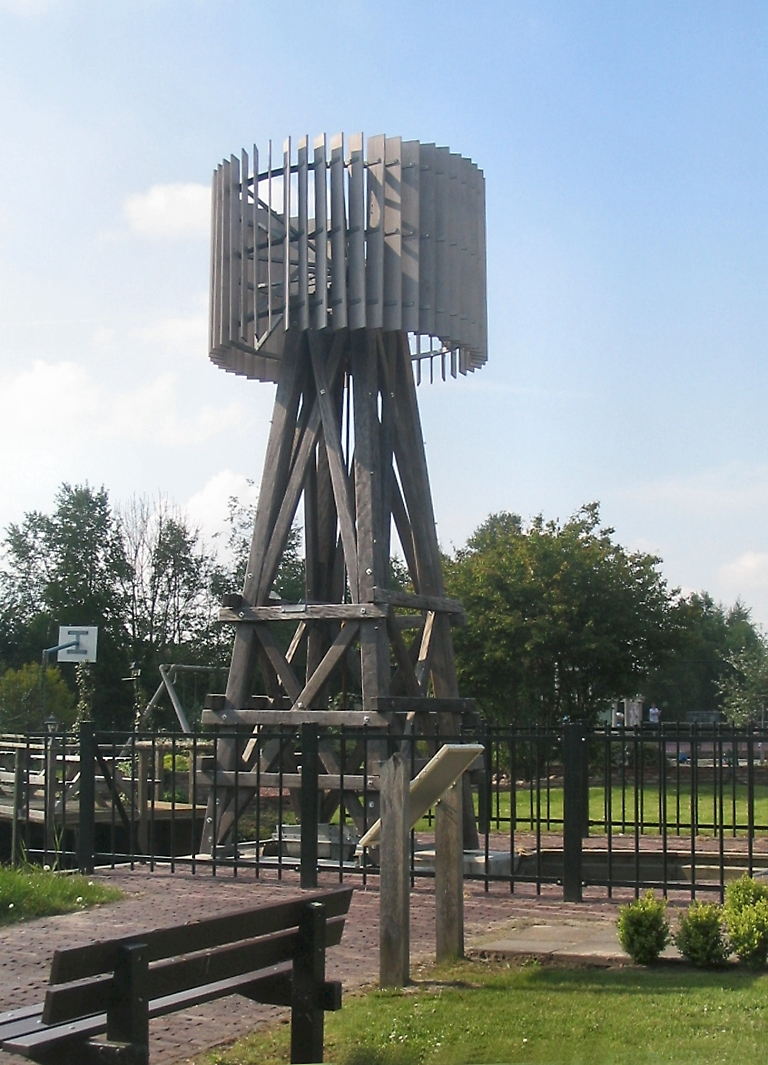
Tonmolen met verticale as te Paasloo. Deze molen wordt gebruikt om een waterpomp aan te drijven, maar met hetzelfde principe kan een generator aangedreven worden.

Een windturbine is een turbine die de energie van de wind omzet in elektriciteit door middel van een generator. Moderne windturbines onderscheiden zich hiermee van traditionele windmolens, die direct gebruik maken van de mechanische energie om bijvoorbeeld graan te malen (korenmolen) of water te pompen (poldermolen). Windturbines worden vaak toegepast in windmolenparken. Ook boeren hebben soms een windturbine op hun erf staan, zodat ze zelf windenergie kunnen opwekken om hun boerderij van stroom te kunnen voorzien.

## Indeling en vermogen
Windturbines kunnen naargelang de bouw en het geleverde vermogen ingedeeld worden volgens grootte:
- kleine windturbines, soms ook mini-windturbines genoemd: maximaal 15 m masthoogte (hier gemeten vanaf het maaiveld waarop de windturbine wordt geplaatst), en een vermogen van 0,5 tot 10 kW (kilowatt).
- middelgrote windturbines: vanaf 15 m masthoogte en een vermogen van 10 tot maximaal 300 kW.[3]
- grote windturbines: vermogen groter dan 300 kW; moderne windturbines halen vermogens tot 12 MW (megawatt).

## Horizontale of verticale as
De twee hoofdtypes windturbine zijn de horizontale-asturbine en de verticale-asturbine. Windturbines met een horizontale as worden wereldwijd het meest toegepast. Verticale-aswindturbines (VAWT) zijn onafhankelijk van de windrichting. Voor toepassing in bebouwde omgeving of op gebouwen zijn verticale-asturbines zeer geschikt.

## Onderdelen
Een windturbine bestaat uit een fundering, een mast, een gondel met daarin de elektrische generator en zo nodig de versnellingsbak en een voor de gondel geplaatste naaf, waaraan turbinebladen zijn bevestigd. Verder is er een gelijkrichter, die de door de generator opgewekte spanning gelijkricht, en een gelijkspanning-naar-driefasenomzetter, waarmee het opgewekte vermogen aan het elektriciteitsnet geleverd wordt. Bij kleine vermogens (1 tot 3 kW) 1 fase 230 volt.
De feitelijke turbine bestaat in meer dan 99% van de horizontale-asturbines uit drie bladen, ook wieken of vleugels genoemd). Oude Lagerwey-ontwerpen, nu nog door WES energy solutions gefabriceerd, hebben twee bladen.

### Fundering
Een windturbine moet goed verankerd worden met de grond waarop hij staat. Op land wordt uit kostenoverweging vaak een ondiepe fundering gebruikt. De fundering is gemaakt van beton, en is voorzien van doorvoeren waar de elektriciteitskabel door heen kan.
Bij offshorewindparken zijn er drie gangbare funderingstypen, een driebenige voet (tripod), een bucket fundament of een rechte mast (monopile). Het laatste type wordt het meeste toegepast. Er wordt onderzoek gedaan naar de mogelijkheid om windturbines met drijflichamen te maken waarbij geen directe verankering meer is met de zeebodem. Hierdoor zou plaatsing van windturbines in dieper water mogelijk worden. Deze zijn echter nog in de testfase.
Omdat moderne windturbines groter zijn dan oudere versies is het (nog) niet mogelijk om de fundering daarvan te gebruiken voor nieuwe windturbines.

### Mast
Een mast van een windturbine moet veel belasting kunnen verdragen. Groter nog dan de belasting van de gondel, generator en bladen is de windbelasting die de mast te verduren krijgt. Daarom is de regel: hoe hoger de mast, hoe breder de voet. De masthoogte van windturbine is met de jaren ook sterk gestegen. Waren de windturbines rond 1980 ongeveer 15 meter hoog, midden jaren 1990 hadden ze al een hoogte van 50 meter. Tegenwoordig (2022) zijn turbines te verkrijgen met tiphoogte tot 260 meter. (General Electric Halide X) 12 MW, bedoeld voor off-shore.
De mast kan gemaakt zijn van beton of staal. Afhankelijk van de grootte ervan kan deze door middel van lieren opgetakeld worden. Grotere exemplaren moeten met behulp van een kraan in elkaar gezet worden. Binnen in de mast bevinden zich een ladder, eventueel een lift en de stroomkabels.
Het transport van masten van de productielocatie naar de bouwplaats is een grote logistieke uitdaging. Omdat een mast in een stuk qua gewicht en omvang niet te transporteren valt, wordt de mast in onderdelen getransporteerd en op locatie in elkaar gezet. De verschillende onderdelen zijn zo groot mogelijk. Een stalen mast bestaat uit twee tot vier secties die met flensverbindingen aan elkaar bevestigd worden. De wanddikte bedraagt 20 tot 60 millimeter.

### Gondel
In de gondel bevindt zich een generator en in sommige types ook de tandwielkast (Vestas, GE, Nordex, Siemens Gamesa Renewable Energy). Aan een windturbine is meestal direct te zien of er met een tandwielkast (die het toerental van de wieken opvoert naar waardes die gunstig zijn voor de generator 2000...8000 tpm) en normale generator gewerkt wordt (gondel klein, meestal rechthoekig) of met direct drive (gondel groter, eivormig of cilindervormig) waar aan de voorkant een rotor met permanente (dure, uit China afkomstige) Neodymiummagneten (Lagerwey, Darwind/XEMC, Siemens Gamesa Renewable Energy, Goldwind, mogelijk ook deels Vesta, GE Halide X) of een met gelijkstroom bekrachtigde multipool (>100) rotor (Enercon), die direct met de hoofdas ronddraait. Soms is ook een ronde stator van buitenaf zichtbaar, die vóór de overigens rechthoekige gondel is geplaatst. Ook dan hebben we te maken met direct drive. De direct drive generator met gelijkstroom bekrachtigde rotor heeft Enercon vanaf 1993 in al haar windturbines toegepast. De mechanische en magnetische eigenschappen van de polen van een bekrachtigde rotor hebben veel kleinere toleranties dan die van permanente neodymiummagneten, wat in een rustige loop van de generator met bekrachtigde rotor resulteert. Nadeel van de bekrachtigde rotor is extra verlies in de rotor, voordeel is dat het veld geoptimaliseerd kan worden voor minimaal totaalverlies (generator en omvormer) en dat te hoge spanning bij hoge snelheden kan worden voorkomen, dit ter bescherming van de genoemde omzetter. De generator levert wisselstroom met variabele frequentie en amplitude, die gelijkgericht wordt en daarna omgezet (in Europa) in 3 fasen 50 Hz wisselspanning. Voor grotere vermogens (> 300 kW) wordt deze op het middenspanningsnet aangesloten. Bij particulier gebruik zal meestal het vermogen tussen 1 en 3 kW liggen. Dan 1 fase 230 V 50 Hz. Grotere vermogens particulier of klein bedrijf: 3 fasen 400 volt.

### Wieken
De wieken van een windturbine zijn belangrijke onderdelen. Moderne wieken zijn gemaakt van met glasvezel of koolstofvezel versterkte kunststof. De maximale bladlengte van moderne windturbines ligt rond de 65 meter bij turbines op het land en rond de 85 meter bij offshore turbines. De naaf is het punt waar de wieken bij elkaar komen. De wieken zijn getordeerd, immers de snelheid van een wiek is afhankelijk van de afstand tot het hart van de hoofdas van de gondel. Dicht bij de naaf lopen de bladen bijna loodrecht op het vlak waarin de turbine draait en aan de buitenkant maken ze maar een heel kleine hoek met dat vlak. Daarnaast wordt de hele wiek afhankelijk van de windsnelheid geroteerd voor maximaal vermogen bij de op dat moment heersende windsnelheid. Dit wordt gedaan met kleine in de naaf gemonteerde motoren. Eigenlijk zouden de bladen daarbij ook meer of minder moeten kunnen torderen voor een optimaal profiel bij iedere windsnelheid. Het Duitse Fraunhofer instituut is bezig met proeven op dat gebied.

## Onderhoud
Bij windturbines wordt er gemiddeld vier keer per jaar gepland onderhoud verricht: visueel, smering, elektrisch en het mechanische onderhoud. Dit probeert men zoveel mogelijk uit te voeren op windluwe dagen, zodat er zo min mogelijk productieverlies is. Dit geldt voor alle windturbines. Mogelijk is door de grote diameter van een direct generator een veelvuldige correctie van de luchtspleet tussen rotor en stator nodig. En bij Enercon zullen de borstels voor het aanvoeren van de rotorbekachtigingsstroom regelmatig vervangen moeten worden, tenzij men het vermogen transformatorisch overdraagt.

## Karakteristieke afmetingen
- Masthoogte
- Mastdiameter onder
- Mastdiameter boven
- Turbineashoogte is de afstand van het maaiveld tot het hart van de hoofdas van de turbine, waarop de naaf met daaraan de turbinebladen zijn bevestigd.
- Rotordiameter is de diameter van de cirkel, die de punten van de rotorbladen beschrijven.
- Turbinetiphoogte is de afstand van maaiveld tot de punt van een turbineblad, dat verticaal omhoog staat. Is gelijk aan turbineashoogte plus de helft van de rotordiameter.

## Voor- en nadelen

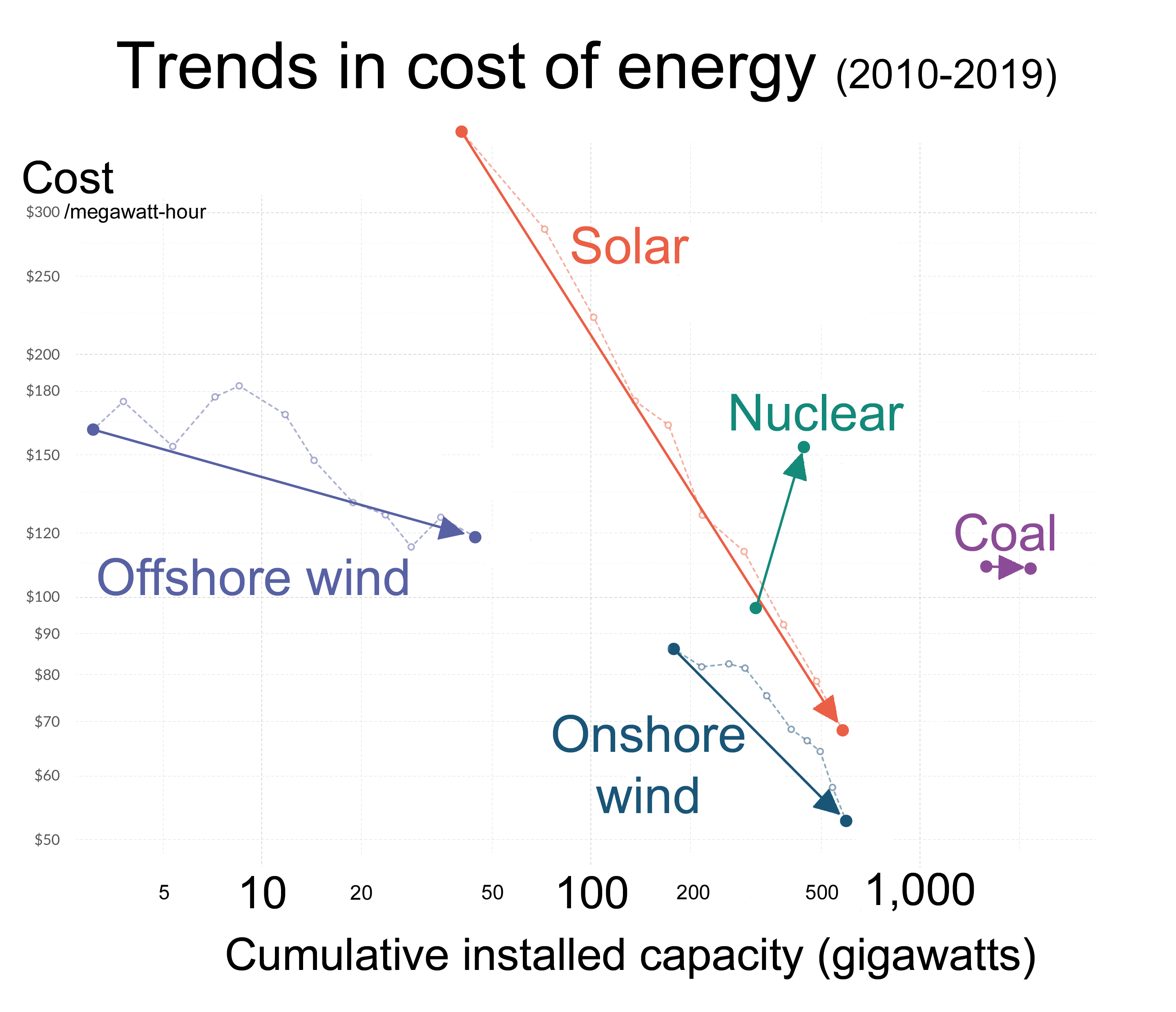
Kosten windenergie ten opzichte van andere energiebronnen

De belangrijkste voordelen van windenergie zijn:

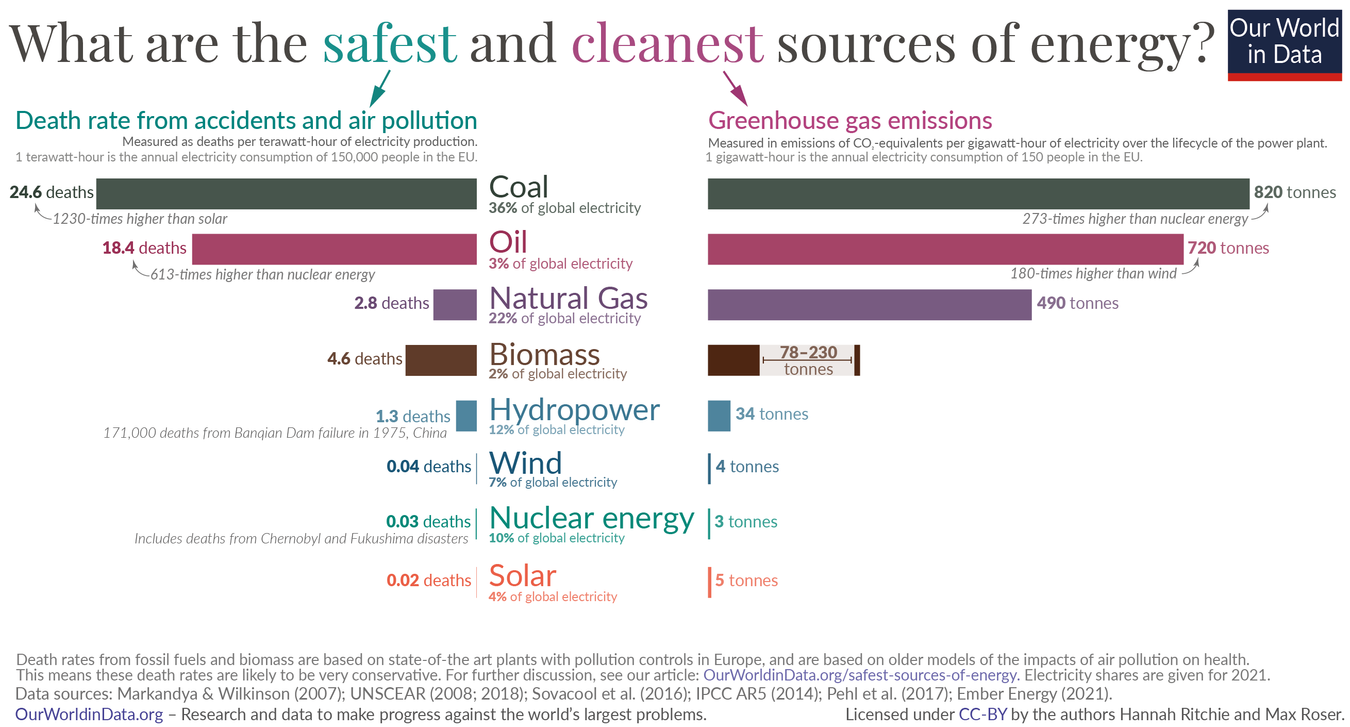
Windenergie is een van de energiebronnen die het minst doden veroorzaakt en het minst broeikasgassen uitstoot.

- Vermindering van het gebruik van fossiele brandstoffen als steenkool, aardolie en aardgas
- Relatief lage exploitatiekosten (wind is gratis)
- Minder luchtvervuiling (fijnstof) en CO2-uitstoot ten opzichte van andere energiebronnen
- Verminderde afhankelijkheid van andere energiebronnen en hun leveranciers (olie- en gasproducerende landen)
- Lokale energieopwekking bij het ontbreken van de aansluiting op een regionaal distributienetwerk;
- (Lokale) werkgelegenheid vanwege productie, installatie en onderhoud
- Uit Brits onderzoek blijkt dat de meeste windturbines na 25 jaar nog steeds economisch rendabel zijn.[7]
- Economisch voordeel voor omwonenden. In toenemende mate worden er coöperaties opgericht om met name bewoners rond de molens te laten meeprofiteren van de opbrengsten van windenergie. Het delen in de opbrengst kan soms ook plaatsvinden als compensatie voor schade of de nadelen van de windmolens.

De belangrijkste nadelen van windenergie zijn:
- Variabele opbrengsten door fluctuerende windsnelheden. Omdat de elektriciteitsproductie van windturbines niet regelbaar is, is het aanbod lastiger op ieder moment in balans te brengen met de elektriciteitsvraag. Voor overschotten en tekorten dienen dus balanceringsmechanismen ontwikkeld te worden, waaronder energieopslag, vraagsturing, internationale elektriciteitsverbindingen en (reserve) regelbaar vermogen.
- Netcongestie. Het bestaande elektriciteitsnet is ingericht op enkele elektriciteitscentrales met een hoge productiecapaciteit, van waaruit het hoogspanningsnet uitwaaiert. Windturbines en windmolenparken staan verspreid door het hele land en op zee, vaak ook in meer dunbevolkte gebieden. In deze gebieden heeft het bestaande elektriciteitsnet vaak onvoldoende capaciteit om de grote hoeveelheden geproduceerde elektriciteit te transporteren, wat leidt tot congestie (opstopping). Voor zonnepanelen geldt hetzelfde, en ook elektrificatie (algemene toename van de elektriciteitsvraag) vergroot dit probleem. Om dit op te lossen moeten netbeheerders miljarden investeren in het uitbreiden van het elektriciteitsnet.[8][9] Er wordt echter al sinds 2020 gewerkt aan oplossingen hiervoor in de vorm van zelflevering. Hierbij is men vrij in het verbruik lokaal te laten plaatsvinden, zonder het net sterk te belasten.
- Hoge investeringskosten in het geval van offshore, in het elektriciteitsnet en in maatregelen voor behoud van de leveringszekerheid. Daarom is een goede mix van windmolens op land en op zee noodzakelijk.
- Landschapsvervuiling, ook al is dit een subjectieve zaak.
- Invloed op flora en fauna: in sommige gevallen kunnen vogels en vleermuizen tegen windturbines aanvliegen.[10] Dit is echter zeldzaam in vergelijking met andere menselijke oorzaken van vogelsterfte, zoals katten, gebouwen of auto's. In de VS worden duizenden keren meer vogels het slachtoffer van katten dan van windturbines.[11]
- Slagschaduw, geluidshinder en nachtelijke verlichting. Slagschaduw kan hinderlijk zijn, maar is op zichzelf niet schadelijk. De duur van de slagschaduw op een specifieke locatie is verder ook beperkt tot bepaalde tijden van de dag en jaar, afhankelijk van de positie van de zon. Er zijn officiële slagschaduwnormen die de overlast beperken.
- Het overblijven van niet-afbreekbare onderdelen na het einde van de (economische) levensduur (zoals de met kunststof versterkte wieken en de gewapend betonnen voet).[12]
- Milieu- en andere negatieve effecten (zoals mensenrechtenschendingen) bij grondstofontginning (mijnbouw),[13] transport en verwerking (uitstoot bij staalproductie) voor de productie van windturbines.
- Schaarse grondstoffen nodig voor productie.[14]
- Geopolitieke kwetsbaarheden. Voor bepaalde onderdelen is Nederland vrijwel geheel afhankelijk van China.[15]

Onduidelijkheden over windturbines op land:
- De hoeveelheid en reikwijdte van geproduceerd geluid (hoorbaar, laagfrequent en infrasoon) die windturbines produceren. De Rijksoverheid heeft om omwonenden te beschermen hiervoor wetten ingevoerd die dit regelen. https://wetten.overheid.nl/BWBR0022762/2023-07-01#Hoofdstuk2_Afdeling28_Artikel217
- De invloed van hoorbaar geluid, laagfrequent geluid[16] en infrasoon geluid op mensen, zowel structureel als incidenteel. Het RIVM vond geen bewijs dat lage tonen schadelijk zijn, wel dat ze hinder kunnen veroorzaken. De studie liet zien dat omwonenden minder hinder hebben van de windturbines als ze betrokken werden bij de plaatsing ervan.
- Windturbines staan soms dicht bij een bewoonde omgeving.[17]

### Debat
Er is vaak verzet van omwonenden van toekomstige windparken en windturbines vanwege angst voor overlast. Protesten richten zich tegen gemeenten die windturbines willen plaatsen, maar het gaat ook om particuliere initiatieven.
Een positieve aanpak is omwonenden laten deelnemen als mede-eigenaar. De deelnemers kunnen zich dan identificeren met "hun" molen, waardoor de weerstand kan verminderen. Zo is in Kerkrade een project met 2 turbines geslaagd. Daar waren 600 participaties van 2625 euro beschikbaar voor omwonenden.

### Regelgeving
Met betrekking tot de externe veiligheid (de gevolgen van een ongeval met een windturbine voor de directe omgeving) verplicht de Nederlandse overheid eigenaren van windturbines een risicoanalyse te maken. Daarin wordt het risico vastgesteld dat gebouwen met daarin personen of met een hoge infrastructurele waarde (zoals een energiecentrale of belangrijke gaspijpleiding) getroffen worden bij een ongeval met de windturbine(s). Daarbij wordt ook gelet op mogelijke domino-effecten, zoals wanneer een nabijgelegen opslag met gevaarlijke stoffen getroffen zou worden. Afhankelijk van het type bebouwing, mag de kans dat een permanent aanwezig persoon omkomt niet groter zijn dan 10−5 of 10−6 . Dit betekent dat de maximale kans op een ongeval voor een permanent aanwezig persoon eens per 100.000 jaar is. Voor de aanwezigheid van grotere groepen personen of kwetsbare personen wordt een lager overlijdensrisico als uitgangspunt genomen van maximaal eens per 1.000.000 jaar.  Risico's binnen de installatie zelf, bijvoorbeeld voor monteurs die werkzaamheden uitvoeren, vallen onder andere regelgeving.

### Risico's

#### Geluidsoverlast
Windturbines maken geluid. Op een afstand van 300 meter kan dit rond de 45dB zijn, wat iets luider is dan een koelkast. Op 1,5 kilometer worden windturbines onhoorbaar. Er zijn anekdotische raporteringen over negatieve gevolgen voor de gezondheid van mensen die heel dicht bij windturbines wonen. Peer-reviewed onderzoek ondersteunt deze beweringen over het algemeen niet.
Volgens het RIVM, dat een studie deed naar geluid en windmolens, zijn de resultaten van wetenschappelijk onderzoek naar de gezondheidseffecten van windmolens niet eenduidig: de effecten hangen niet duidelijk samen met het geluidsniveau, maar soms wel met ervaren hinder, "omwonenden hebben minder hinder van de windturbines als ze betrokken werden bij de plaatsing ervan"
Bij geluid zijn twee componenten van belang, namelijk de toonhoogte van geluid (Hertz / Hz) en het volume van geluid (Decibel / dB). Mensen kunnen gemiddeld genomen geluiden horen tussen de 20 Hz en 20.000 Hz en deze bovengrens neemt af naarmate men ouder wordt tot ongeveer 15.000 Hz. Qua volume ligt de pijngrens voor mensen rond de 120 dB.
Geluid tussen de 20 Hz en ongeveer 200 Hz wordt aangeduid met laagfrequent geluid en dit geluid wordt omschreven als een bromtoon of zoemtoon. Geluid onder de 20 Hz is niet hoorbaar, maar kan wel voelbaar zijn. Deze trillingen worden infrasoon geluid genoemd. Lage tonen kunnen afkomstig zijn van tal van bronnen, zoals wegen, de wind, de industrie, maar dus ook van windmolens. Het RIVM vindt geen bewijs dat lage tonen schadelijk zijn, wel dat ze hinder kunnen veroorzaken. “De studie liet ook duidelijk zien dat omwonenden minder hinder hebben van de windturbines als ze betrokken werden bij de plaatsing ervan”, aldus het RIVM.
Windturbines maken geluid dat voornamelijk ontstaat wanneer de wiek de mast passeert (de bekende ‘whoessj’). Naast dit pulserende geluid ontstaan er ook onregelmatig laagfrequent en infrasoon geluid door luchtverplaatsing. Hoe groter de windturbine, en hoe groter de volumes luchtverplaatsing, hoe meer laagfrequent en infrasoon geluid ontstaat.
Geluid van windturbines is geen ‘natuurlijk’ geluid, waardoor de hersenen het geluid moeilijker accepteren en eigenlijk altijd onbewust gealarmeerd worden. Bij natuurlijke geluiden (bijvoorbeeld spelende kinderen op een schoolplein) is het geluid wel hoorbaar, maar schakelen de hersenen de prikkel na verloop van tijd uit. Bij het onnatuurlijke geluid van windturbines is dat niet zo. Een extra complicerende factor is het plaatsen van meerdere windturbines bij elkaar omdat er dan een onvoorspelbare kakofonie van onnatuurlijk geluid ontstaat. Een kenmerkend aspect van de hinder door windturbinegeluid wordt veroorzaakt door de ‘amplitudemodulatie’, het variëren van de geluidssterkte en het ritme van de ‘whoessj’ door afwisselende windsnelheid.
Hoe en tot welke afstand de geluiden en trillingen verplaatsen is afhankelijk van het terrein rondom de windturbine, het landschap, bebouwing, windkracht, windrichting, temperatuur en kenmerken van de windturbine. 's Nachts is er meer geluidsproductie omdat het dan vaak harder waait en gedurende de nacht is het geluid ook nog eens beter hoorbaar omdat andere omgevingsgeluid (bijvoorbeeld verkeer) minder is. In de nacht mag een windmolen gemiddeld niet meer dan 41 dB geluid produceren, overdag mag Lden 47 dB zijn.
Door de lange golflengte komt infrasoon en laagfrequent geluid (ILFG) veel verder dan ander geluid. De afstanden wisselen door het resonantiepatroon van de golven en zijn bovendien ook moeilijk te meten. Vaak ontstaat er ook nog resonantie binnen gebouwen; de muren gaan dan ook trillen waardoor er een klankkast ontstaat voor de hoorbare geluiden en onhoorbare trillingen. Hierdoor kan de geluidssterkte van infrasoon geluid binnen een woning hoger zijn dan buiten de woning. In 2021 kende een Franse rechtbank voor het eerst een schadevergoeding toe wegens het windmolensyndroom, de gezondheidsimpact van de abnormale geluidsoverlast nabij windturbines.
Geluid van windturbines, en dan vooral het laag frequent en infrasoon geluid, laat zich nauwelijks voorspellen door de complexe werking van geluid. Het is niet zo dat een windturbine van 250 meter twee keer zoveel geluid zal maken als een windmolen van 125 meter. Of dat het geluid van een nieuwe turbine van 250 meter twee keer zo ver gaat komen als van een kleine van 125 meter. Wat het effect is van de grote hoeveelheden luchtverplaatsingen bij nieuwe, hoge, windturbines zal pas bekend zijn, en ervaren worden, als ze geplaatst zijn.

#### Natuurschade
Windturbines kunnen dodelijk zijn voor vogels en vleermuizen, die ertegenaan vliegen, door de wieken meegezogen worden, of op andere manieren in hun leefgebied verstoord worden. Dit is echter zeldzaam in vergelijking met andere menselijke oorzaken van vogelsterfte, zoals katten, gebouwen of auto's.

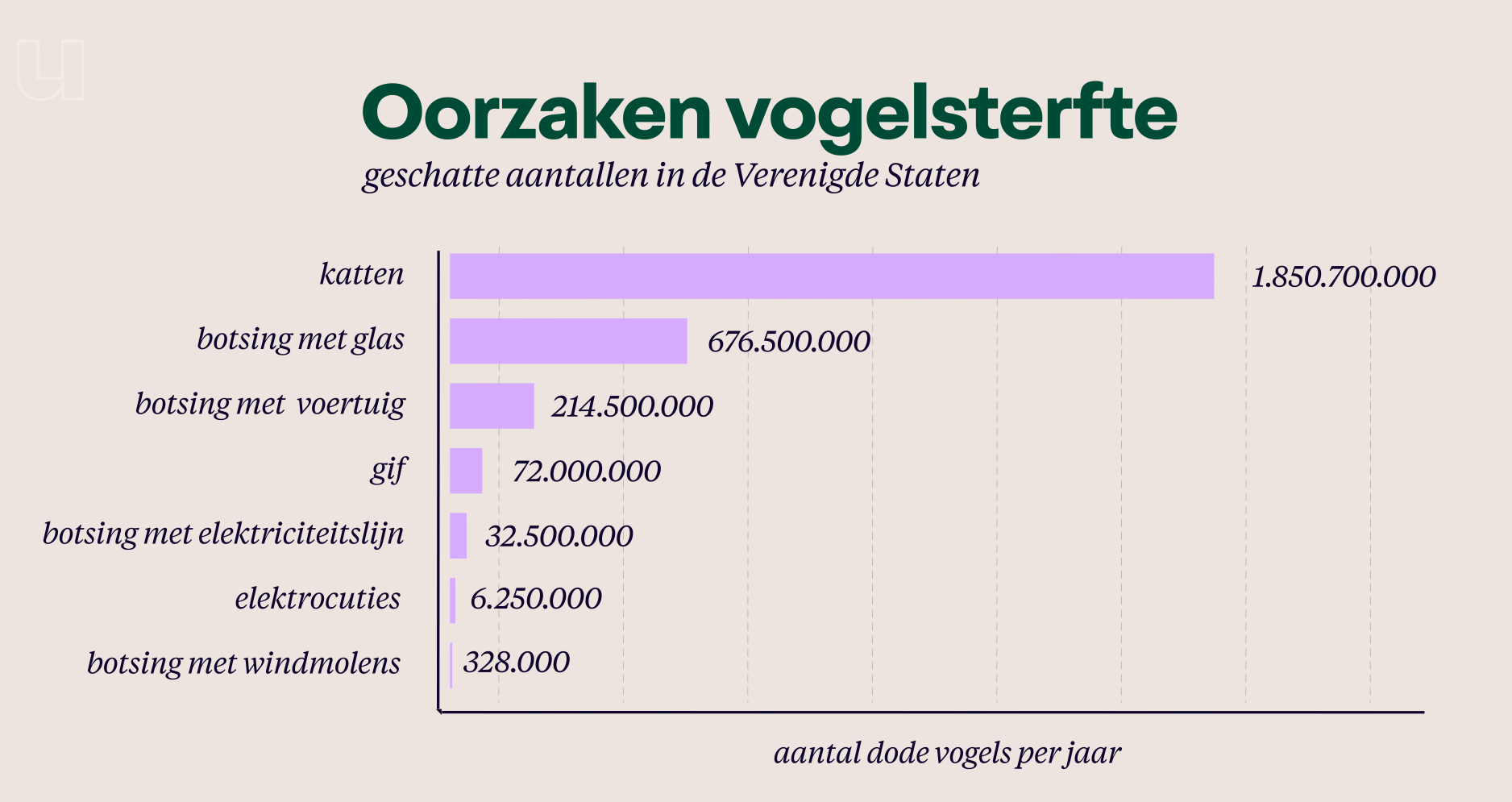
Botsingen met windmolens zijn een kleine bron van vogelsterfte in vergelijking met andere menselijke oorzaken

De hoeveelheid vogelsterfte door windturbines is minder dan het aantal doden (of niet geborenen) vanwege de infrastructuur voor fossiele brandstoffen (kolen en gas).  Windparken zijn naar schatting verantwoordelijk voor het verlies van minder dan 0,4 vogels per gigawattuur (GWh) aan opgewekte elektriciteit, vergeleken met ruim 5 vogels per GWh voor elektriciteitscentrales op fossiele brandstoffen. Een  van de gevolgen van de klimaatverandering is het veroorzaken van een afname van de vogelpopulatie, en dit is de belangrijkste oorzaak van het verlies van vogels als gevolg van fossiele energie.    Uit een onderzoek waarin de jaarlijks geregistreerde vogelpopulaties in de Verenigde Staten van 2000 tot 2020 werden vergeleken met de verspreiding van de windenergie-infrastructuur, bleek de aanwezigheid van windturbines geen significante invloed te hebben  op de vogelpopulatieaantallen. Dit werd rechtstreeks vergeleken met de fracking-infrastructuur, waarvan de aanwezigheid een afname van 15% van de lokale vogelpopulaties veroorzaakt.
Om deze natuurschade zoveel mogelijk te beperken, worden een reeks ingrepen overwogen en toegepast:
- geen windturbines bouwen in ecologisch kwetsbare gebieden
- de windturbines tijdelijk stilleggen bij detectie van zwermen vogels of vleermuizen, en vooral tijdens de trek;[38] het stilleggen zou daarbij slechts een gering rendementsverlies veroorzaken[39]
- het verhogen van de masten, waardoor kwetsbare vogelsoorten er onderdoor vliegen
- een van de wieken zwart schilderen, zodat vogels een visuele waarschuwing krijgen.[40]

## Windturbines in Nederland en België
Men vindt deze windturbines soms in grote 'parken' met vele windturbines, bijvoorbeeld in Nederland op de Maasvlakte, in windpark Wieringermeer (99) en in Windpark Noordoostpolder (82), en in België in de haven van Brugge-Zeebrugge. 
 Begin 2012 stond er voor 341 MW aan windturbines in Vlaanderen.

#### Instorten van de windturbine
De snelheid van een windturbine kan geregeld worden, onder andere door de invalshoek van de rotorbladen te verstellen. Gaat dit niet goed, dan kan de windturbine bij harde wind op hol slaan. Door de middelpuntvliedende kracht kan een rotorblad eraf vliegen. De mast raakt daardoor in onbalans, gaat heen en weer zwaaien en zal afbreken.  

## Kleur

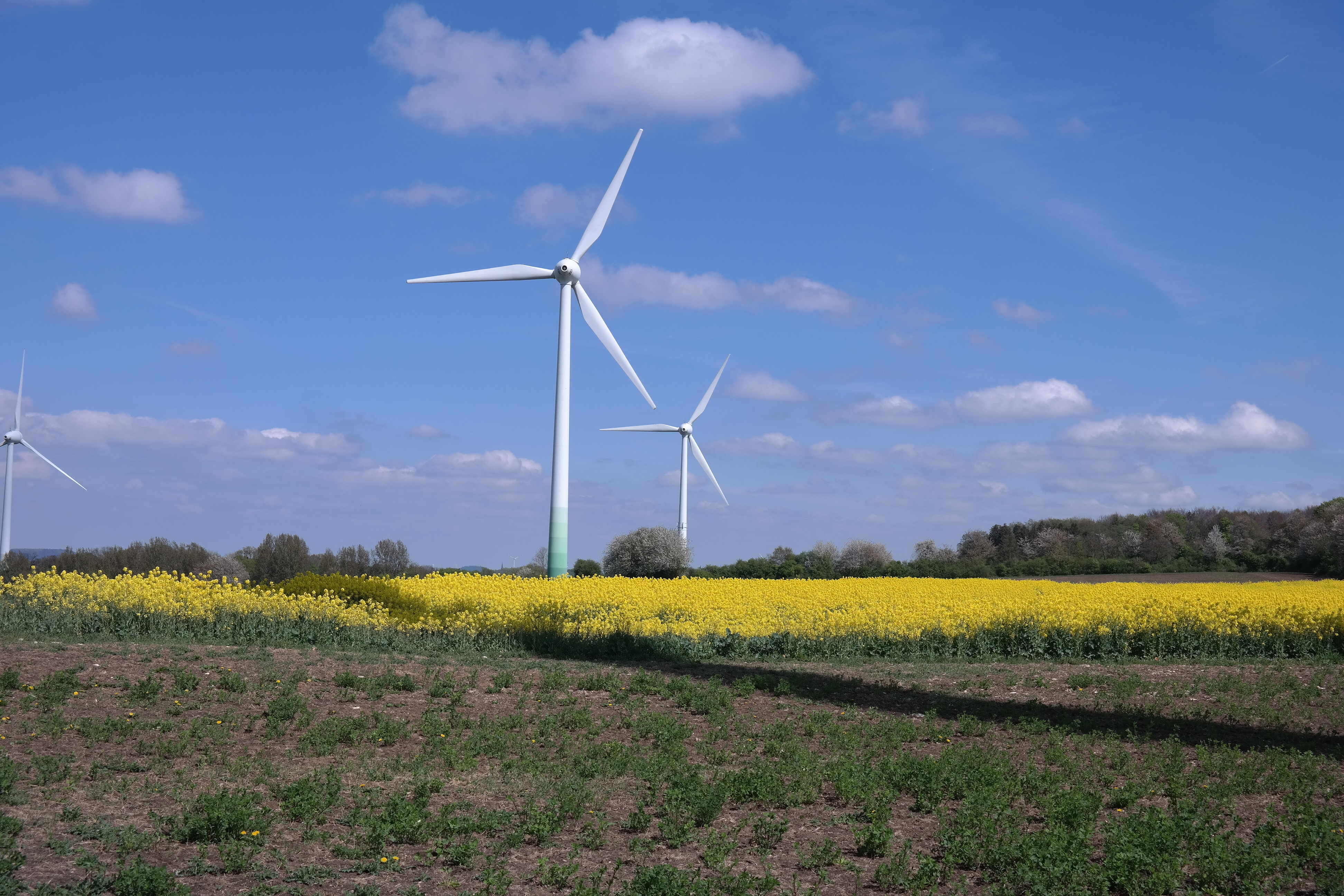
Duitse windturbines nabij de Limburgse grens

Windturbines zijn doorgaans geheel wit. In de jaren 1980 werd in Denemarken onderzoek gedaan naar het visueel reduceren van windturbines, waarbij bleek dat wit vanaf de grond het minst opviel, terwijl het boven vanuit de lucht wel goed zichtbaar was. Voor de kleur wit zijn zelfs standaardkleuren in gebruik: RAL 9010 voor witte turbines, of RAL 7035 voor lichtgrijze turbines. Voor omstandigheden in slecht weer worden soms rode strepen of punten op de wieken aangebracht, en Duitse turbines hebben een rode streep als ze binnen vijf kilometer van een vliegveld staan, of twee strepen bij grotere afstand. In gebieden met veel sneeuw wordt de mast soms rood/wit gestreept.

## Trivia
- In de hoofdstad van Bahrein, Manamah staat het Bahrain World Trade Center. Dit is 's werelds eerste wolkenkrabber waarin windturbines zijn geïntegreerd.